# جون أندرسون (مغني)
جون أندرسون (بالإنجليزية: John Anderson)‏ هو مغني ومغن مؤلف أمريكي، ولد في 13 ديسمبر 1954 في أبوبكا في الولايات المتحدة.

## وصلات خارجية
- الموقع الرسمي
- جون أندرسون على موقع IMDb (الإنجليزية)
- جون أندرسون على موقع ميوزك برينز (الإنجليزية)
- جون أندرسون على موقع إن إن دي بي (الإنجليزية)
- جون أندرسون على موقع أول ميوزيك (الإنجليزية)
- جون أندرسون على موقع ديسكوغز (الإنجليزية)